# 社長メシ
『社長メシ』（しゃちょうメシ）は就活生と社長を食事会の場を通じてつなぐマッチングアプリである。2018年にiOS版が配信開始。就活生は社長がセッティングした食事会に応募することで、食事しながらお互いの理解を深めることができる。採用におけるミスマッチを防ぐ、新たな就活の形になりつつある。NHKサラメシの社長メシとは無関係である。

## 特徴
一般的な就職活動は「BtoC＝企業対就活生」であるが、社長メシが実現したのはそれを「CtoC＝社長対就活生」にすること。気になる企業の社長がセッティグした食事会に応募して承認されれば、タダで食事をしながらフランクにトップ就活ができる。

## エピソード、その他
- 2019年4月26日放送のフジテレビ「ノンストップ」にて最新のユニーク就活サービスとして社長メシが紹介された際に、社長メシの落とし穴として「緊張からお酒を飲みすぎて陽気になりすぎる」という点が挙げられた[5]。
- 2019年8月17日 京セラドーム大阪にて元高校球児を中心とした社長メシチームと、試合前のスピードガンコンテストで最速の球速を出した1チームで親善試合が行われた[6][7]。
- 学生が社長から食事代を支払ってもらった際の金額やサービスにおける売り上げの5%を「社長メシ基金」とし、高校生や児童施設に通う子どもたちなどに経営者が語る場を設ける「社長塾」開催の実現を目指している[8]。
- 2019年9月20日放送のNHK「おはよう日本」にて社長メシが取り上げられた際には「社長に会って話聞けます」というサブタイトルがついた。社長は学生の本音に触れる事ができ、学生はビジネスのノウハウを聞ける学びの場所となっていると、実際に食事会をしている現場の取材映像とともに紹介された[9][10]。
- 2019年10月4日放送TOKYO MX「モーニングクロス」の特集では恵比寿で開催された食事会が取り上げられた。食事会を開催した社長がインタビューにて「人材を確保するためだけにやると考えたら非効率な部分もあると思うが、就活生がどういう感覚を持っているか人生の先輩である経営者が少ししゃがんだ目線で聞いて得るものがある。そのおまけとして採用ができるのであれば尚良い。」と語った[11]。
- 2019年11月26日 自治体が地域の魅力を就活生に直接伝えるイベント「市長メシ」を初開催した。第1回の自治体のトップとして「市長メシ」に参加したのは、岡山県笠岡市の小林嘉文市長である[12][13]。

## 商標登録
- 社長メシ 商標登録（登録第6624819号）[14]